# Остров тепла
Городской остров тепла (остров тепла) — метеорологическое явление, заключающееся в повышении температуры городского пространства относительно окружающих его сельских областей. Связано оно в основном с существенными изменениями окружающей среды в городских условиях, обусловившими трансформацию её свойств: способности к излучению (как, например, изменение структуры кратко- и долговолнового излучения), термических свойств (например, увеличение тепловой ёмкости), аэродинамических (например, снижение средней скорости ветра) или влаги (например, снижение относительной влажности). Наиболее значимым индикатором интенсивности острова тепла является разница температуры между городом и предместьями. В крупных городах Америки и Европы она может доходить (при максимальной интенсивности, следовательно, в ночное время) до 10—15 °C.
Наиболее ярким примером является Токийский остров тепла.

## Причины возникновения
Существует несколько причин возникновения городского теплового острова; например, темные поверхности поглощают значительно больше солнечной радиации, что приводит к тому, что городские концентрации дорог и зданий нагреваются больше, чем пригородные и сельские районы в течение дня; материалы, обычно используемые в городских районах для дорожного покрытия, такие как бетон и асфальт, имеют значительно отличающиеся тепловые объёмные свойства (включая теплоёмкость и теплопроводность) и поверхностные радиационные свойства (альбедо и теплопроводность), чем покрытие в окружающих сельских районах. Это приводит к изменению энергетического бюджета городского района, что часто приводит к более высоким температурам, чем в сельских районах. Другой важной причиной является отсутствие испарения (например, из-за отсутствия растительности) в городских районах.
Другие причины появления острова тепла обусловлены геометрическими эффектами. Высокие здания во многих городских районах обеспечивают множество поверхностей для отражения и поглощения солнечного света, повышая эффективность обогрева городских районов. Это называется «эффектом городского каньона». Ещё одним эффектом зданий является блокирование ветра, который также препятствует охлаждению за счёт конвекции и предотвращает рассеивание загрязняющих веществ. Отработанное тепло от автомобилей, кондиционеров, промышленности и других источников также вносит свой вклад в это явление. Высокие уровни загрязнения в городских районах также могут увеличить тепловой остров, поскольку многие формы загрязнения изменяют радиационные свойства атмосферы. Остров тепла не только повышает температуру в городах, но и увеличивает концентрацию озона, поскольку озон является парниковым газом, образование которого ускоряется с повышением температуры.
Для большинства городов разница в температуре между городской и окружающей сельской местностью наибольшая в ночное время. Типичная разница температур составляет несколько градусов между центром города и окружающими пригородами. Разница в температуре между внутренним городом и его окрестностями часто упоминается в сводках погоды, например, 20 °C в центре города, 18 °C в пригородах". «Среднегодовая температура воздуха в городе с населением 1 миллион человек и более может быть на 1,0-3,0 °C теплее, чем в его окрестностях. Вечером разница может достигать 12 °C».
Остров тепла может быть определён как разница температур воздуха или разница температур поверхности между городской и сельской местностью. Эти два показателя демонстрируют несколько различную суточную и сезонную изменчивость и имеют разные причины.

## Предсказание
Если в городе или населенном пункте есть хорошая система наблюдения за погодой, то данное явление можно измерить напрямую. Альтернативой является использование комплексного моделирования местоположения для расчёта теплового острова или использование приближённого эмпирического метода. Такие модели позволяют включать остров тепла в оценки будущих повышений температуры в городах из-за изменения климата.
Леонард О. Майруп опубликовал первую комплексную численную обработку для прогнозирования последствий городского теплового острова в 1969 году. Его статья рассматривает остров тепла и критикует существующие в то время теории как чрезмерно качественные. Описана и применена к городской атмосфере численная модель энергетического бюджета общего назначения. Представлены расчеты для нескольких частных случаев, а также анализ чувствительности. Установлено, что модель предсказывает правильный порядок величины превышения городской температуры. Установлено, что эффект теплового острова является чистым результатом нескольких конкурирующих физических процессов. В целом, снижение испарения в центре города и тепловые свойства городских строительных и дорожных материалов являются доминирующими параметрами. Предполагается, что такая модель может быть использована в инженерных расчётах для улучшения климата существующих и будущих городов.

## Воздействие на людей
Они могут оказывать непосредственное влияние на здоровье и благосостояние городских жителей. Только в США в среднем 1000 человек ежегодно умирают из-за сильной жары. Поскольку тепловые острова характеризуются повышенной температурой, они потенциально могут увеличить величину и продолжительность тепловых волн в городах. Исследования показали, что смертность во время тепловой волны увеличивается экспоненциально с максимальной температурой, эффект, который усугубляется тепловым островом. Число людей, подвергающихся воздействию экстремальных температур, увеличивается в результате потепления. Ночной эффект теплового острова может быть особенно вредным во время жары, так как он лишает городских жителей прохладного рельефа, который можно найти в сельских районах в ночное время.
Было проведено исследование, в котором сообщалось, что повышенная температура вызывает тепловой удар, тепловое истощение, тепловой обморок и тепловые судороги. В некоторых исследованиях также рассматривалось, как сильный тепловой удар может привести к необратимому повреждению систем органов. Это повреждение может увеличить риск ранней смертности, поскольку повреждение может привести к серьёзному нарушению функции органов. Другие осложнения теплового удара включают респираторный дистресс-синдром у взрослых и диссеминированное внутрисосудистое свертывание крови. Некоторые исследователи отмечают, что любой компромисс со способностью человеческого организма к терморегуляции теоретически увеличит риск смертности. Это включает в себя болезни, которые могут повлиять на мобильность человека, осведомлённость, или поведение. Исследователи отметили, что люди с проблемами когнитивного здоровья (например, депрессия, деменция, болезнь Паркинсона) подвергаются большему риску, когда сталкиваются с высокими температурами и «нуждаются в дополнительной осторожности», поскольку было показано, что на когнитивные показатели по-разному влияет жара. Люди с диабетом, имеющие избыточный вес, испытывающие недостаток сна или имеющие сердечно-сосудистые/цереброваскулярные заболевания, должны избегать слишком сильного воздействия тепла. Некоторые распространенные лекарства, которые оказывают влияние на терморегуляцию, также могут увеличить риск смертности. Конкретные примеры включают антихолинергические средства, диуретики, фенотиазины и барбитураты.
Исследователь обнаружил, что высокая интенсивность теплового острова коррелирует с повышенными концентрациями загрязняющих веществ в воздухе, которые собираются ночью, что может повлиять на качество воздуха на следующий день. Эти загрязнители включают летучие органические вещества, окись углерода, оксиды азота и твердые частицы. Производство этих загрязняющих веществ в сочетании с более высокими температурами в тепловом острове может ускорить производство озона. Озон на поверхностном уровне считается вредным загрязнителем. Исследования показывают, что повышение температуры в острова тепла может увеличить загрязненные дни, но также отмечают, что другие факторы (например, атмосферное давление, облачность, скорость ветра) также могут оказывать влияние на загрязнение окружающей среды. Исследования, проведенные в Гонконге, показали, что районы города с более плохой вентиляцией наружного городского воздуха, как правило, имеют более сильные эффекты городского теплового острова и имеют значительно более высокую смертность от всех причин по сравнению с районами с лучшей вентиляцией.
Центры по контролю и профилактике заболеваний отмечают, что «трудно сделать обоснованные прогнозы заболеваний и смертности, связанных с жарой, при различных сценариях изменения климата» и что «смертность, связанную с жарой, можно предотвратить, о чём свидетельствует снижение смертности от всех причин во время тепловых явлений за последние 35 лет». Однако некоторые исследования показывают, что воздействие теплового острова на здоровье может быть непропорциональным, поскольку воздействие может быть неравномерно распределено в зависимости от множества факторов, таких как возраст, этническая принадлежность и социально-экономический статус. Это повышает вероятность того, что воздействие теплового острова на здоровье является проблемой экологической справедливости.

## Воздействие на животных
Виды, которые хорошо колонизируются, могут использовать условия, предоставляемые городскими островами тепла, для процветания в регионах, находящихся за пределами их нормального диапазона. Примерами этого являются седоголовая летучая лисица (Pteropus poliocephalus) и обыкновенный домашний геккон (Hemidactylus frenatus). Седоголовые летучие лисы, найденные в Мельбурне, Австралия, колонизировали городские места обитания после повышения там температуры. Повышенные температуры, вызвавшие более теплые зимние условия, сделали город более похожим по климату на более северную дикую среду обитания этого вида.
С попытками смягчить и управлять городскими островами тепла изменения температуры и доступность продовольствия и воды сокращаются. При умеренном климате городские острова тепла продлят вегетационный период, тем самым изменяя стратегии размножения обитающих видов. Это лучше всего видно по влиянию городских тепловых островов на температуру воды. Поскольку температура близлежащих зданий иногда достигает более 50 градусов, отличающихся от температуры приземного воздуха, осадки будут быстро нагреваться, в результате чего сток в близлежащие ручьи, озёра и реки (или другие водоёмы) будет обеспечивать чрезмерное тепловое загрязнение. Увеличение теплового загрязнения имеет возможность повысить температуру воды на 20-30 градусов. Это увеличение приведёт к тому, что виды рыб, обитающие в водоёме, будут испытывать тепловой стресс и шок из-за быстрого изменения температуры в их климате.
Городские острова тепла, вызванные городами, изменили процесс естественного отбора. Селективные давления, такие как временные изменения в пище, хищничестве и воде, ослабляются, что приводит к появлению нового набора селективных сил. Например, в городской среде обитания насекомых больше, чем в сельской местности. Насекомые — это эктотермы. Это означает, что они зависят от температуры окружающей среды, чтобы контролировать температуру своего тела, что делает более тёплый климат города идеальным для их способности процветать. Исследование, проведенное в Роли, штат Северная Каролина, на Parthenolecanium quercifex (дубовые чешуйки), показало, что этот конкретный вид предпочитает более тёплый климат и поэтому встречается в большем количестве в городских местообитаниях, чем на дубах в сельских местообитаниях. За время жизни в городской среде обитания они приспособились к процветанию в более тёплом климате, чем в более прохладном.
Присутствие неместных видов в значительной степени зависит от объёма человеческой деятельности. Пример этого можно увидеть в популяциях скальных ласточек, которые гнездятся под карнизами домов в городских условиях обитания. Они строят свои дома, используя укрытие, предоставленное людьми в верхних районах домов, что позволяет увеличить приток их населения из-за дополнительной защиты и сокращения численности хищников.

## Другие последствия для погоды и климата
Помимо влияния на температуру, остров тепла может оказывать вторичное воздействие на местную метеорологию, включая изменение характера местного ветра, развитие облаков и тумана, влажности и скорости выпадения осадков. Дополнительное тепло, обеспечиваемое тепловым островом, приводит к большему движению вверх, что может вызвать дополнительный ливень и грозовую активность. Кроме того, остров тепла создаёт в течение дня локальную область низкого давления, где сходится относительно влажный воздух из его сельских окрестностей, что, возможно, приводит к более благоприятным условиям для образования облаков. Количество осадков с подветренной стороны городов увеличивается от 48 % до 116 %. Частично в результате этого потепления ежемесячное количество осадков примерно на 28 % больше между 20 милями (32 км) и 40 милями (64 км) с подветренной стороны городов по сравнению с противоветренной. В некоторых городах общее количество осадков увеличилось на 51 %.
Исследования были проведены в нескольких районах, предполагающих, что столичные районы менее подвержены слабым торнадо из-за турбулентного перемешивания, вызванного теплом городского теплового острова. Используя спутниковые снимки, исследователи обнаружили, что климат города оказывает заметное влияние на сезон выращивания растений на расстоянии до 10 километров (6,2 мили) от окраин города. Вегетационный период в 70 городах восточной части Северной Америки был примерно на 15 дней длиннее в городских районах по сравнению с сельскими районами за пределами влияния города.
Исследования в Китае показывают, что эффект городского теплового острова способствует потеплению климата примерно на 30 %. С другой стороны, в одном из сравнений 1999 года между городскими и сельскими районами было высказано предположение о том, что воздействие городских островов тепла оказывает незначительное влияние на глобальные тенденции средней температуры. В одном исследовании был сделан вывод, что города меняют климат на площади в 2-4 раза большей, чем их собственная площадь. Другие предположили, что городские острова тепла влияют на глобальный климат, воздействуя на струйный поток. Несколько исследований выявили увеличение степени тяжести воздействия островов тепла с прогрессом изменения климата.

## Воздействие на близлежащие водные объекты
Тепловые острова также ухудшают качество воды. Горячие поверхности тротуаров и крыш передают избыточное тепло ливневой воде, которая затем стекает в ливневую канализацию и повышает температуру воды, когда она попадает в ручьи, реки, пруды и озера. Кроме того, повышение температуры городских водоемов приводит к снижению разнообразия в воде. В августе 2001 года дожди над Сидар-Рапидс, штат Айова, привели к повышению температуры на 10,5 ° C в близлежащем ручье в течение одного часа, что привело к гибели рыбы. Поскольку температура дождя была сравнительно прохладной, это можно было объяснить горячим асфальтом города. Подобные события были задокументированы на американском Среднем Западе, а также в Орегоне и Калифорнии. Быстрые изменения температуры могут вызывать стресс для водных экосистем. Проницаемые покрытия могут смягчать эти эффекты, просачивая воду через покрытие в подземные хранилища, где она может рассеиваться путем поглощения и испарения.

## Влияние на потребление энергии
Ещё одним следствием городских тепловых островов является увеличение энергии, необходимой для кондиционирования и охлаждения воздуха в городах с относительно жарким климатом. По оценкам Группы островов тепла, эффект острова тепла обходится Лос-Анджелесу примерно в 100 миллионов долларов США в год в виде энергии. И наоборот, те, кто находится в холодном климате, такие как Москва, в России будут иметь меньший спрос на отопление. Однако благодаря реализации стратегий сокращения тепловых островов была рассчитана значительная годовая чистая экономия энергии для северных районов, таких как Чикаго, Солт-Лейк-Сити и Торонто.

## Смягчение последствий
Разница температур между городскими районами и окружающими пригородными или сельскими районами может достигать 5 °C Почти 40 процентов этого увеличения связано с преобладанием тёмных крыш, а остальная часть — с темным покрытием и уменьшением присутствия растительности. Эффект теплового острова можно немного нейтрализовать, используя белые или отражающие материалы для строительства домов, крыш, тротуаров и дорог, тем самым увеличивая общее альбедо города. По сравнению с устранением других источников проблемы замена темной кровли требует наименьшего объёма инвестиций для получения наиболее немедленной отдачи. Прохладная крыша, изготовленная из отражающего материала, такого как винил, отражает не менее 75 процентов солнечных лучей и излучает не менее 70 процентов солнечного излучения, поглощаемого оболочкой здания. Для сравнения, асфальтовые застроенные крыши отражают от 6 до 26 процентов солнечной радиации.
Использование светлого бетона доказало свою эффективность в отражении до 50 % больше света, чем асфальт, и снижении температуры окружающей среды. Низкое значение альбедо, характерное для чёрного асфальта, поглощает большой процент солнечного тепла, создавая более тёплые температуры вблизи поверхности. Мощение светлым бетоном, в дополнение к замене асфальта светлым бетоном, общины могут снизить средние температуры. Однако исследования взаимодействия между светоотражающими тротуарами и зданиями показали, что, если близлежащие здания не оснащены светоотражающим стеклом, солнечное излучение, отраженное от светлых тротуаров, может повышать температуру здания, увеличивая требования к кондиционированию воздуха.
Второй вариант — увеличить количество хорошо поливаемой растительности. Эти два варианта могут быть объединены с реализацией зелёных крыш. Зелёные крыши являются отличными изоляторами в тёплые месяцы, а растения охлаждают окружающую среду. Качество воздуха улучшается по мере того, как растения поглощают углекислый газ с одновременным производством кислорода. Город Нью-Йорк определил, что потенциал охлаждения на единицу площади был самым высоким для уличных деревьев, за которыми следовали живые крыши, освещённая поверхность и посадки на открытом пространстве. С точки зрения экономической эффективности, светлые поверхности, лёгкие крыши и посадки на обочинах имеют более низкие затраты на снижение температуры.
Гипотетическая программа «прохладные сообщества» в Лос-Анджелесе прогнозирует, что температура в городах может быть снижена примерно на 3 °C после посадки десяти миллионов деревьев, переоборудования пяти миллионов домов и покраски одной четверти дорог при предполагаемой стоимости в 1 миллиард долларов США, что даст предполагаемую ежегодную выгоду в размере 170 миллионов долларов США от снижения затрат на кондиционирование воздуха и 360 миллионов долларов США в виде экономии на здоровье, связанной со смогом.

#### Стратегии смягчения последствий включают
- Белые крыши: Покраска крыш в белый цвет стала распространённой стратегией для уменьшения эффекта теплового острова. В городах есть много тёмных поверхностей, которые поглощают тепло солнца, в свою очередь снижая альбедо города. Белые крыши обеспечивают высокое солнечное отражение и высокое солнечное излучение, увеличивая альбедо города или района, в котором происходит эффект.

- «Зелёные крыши»: Зелёные крыши — это ещё один метод уменьшения эффекта городского теплового острова. Зелёная кровля — это практика наличия растительности на крыше, например, деревьев или сада. Растения, которые находятся на крыше, увеличивают альбедо и уменьшают эффект городского теплового острова. Этот метод был изучен и подвергнут критике за то, что зелёные крыши зависят от климатических условий, переменные зелёной крыши трудно измерить и являются очень сложными системами[60].

- Посадка деревьев в городах: Посадка деревьев вокруг города может быть ещё одним способом увеличения альбедо и уменьшения эффекта городского теплового острова. Рекомендуется сажать лиственные деревья, потому что они могут обеспечить много преимуществ, таких как больше тени летом и не блокировать тепло зимой[59].

- Зелёные парковки: Зелёные парковки используют поверхности, отличные от асфальта и растительности, чтобы ограничить влияние эффекта городского теплового острова.